# Empis indigirca
Empis indigirca är en tvåvingeart som beskrevs av Chvala 1999. Empis indigirca ingår i släktet Empis och familjen dansflugor. Inga underarter finns listade i Catalogue of Life.